# Gerald Durrell
Gerald Malcolm Durrell (ur. 7 stycznia 1925 w Jamshedpurze, zm. 30 stycznia 1995 w Saint Helier) – brytyjski pisarz, zoolog, konserwator przyrody, propagator wiedzy przyrodniczej i prezenter telewizyjny. Założyciel The Durrell Wildlife Conservation Trust oraz ogrodu zoologicznego na wyspie Jersey, obecnie przemianowanego na Durrell Wildlife. Autor popularnych książek o zwierzętach, w których zawarł elementy autobiograficzne. Odznaczony Orderem Imperium Brytyjskiego.

## Życiorys
Przyszedł na świat w rodzinie niezbyt przywiązanej do stałego miejsca zamieszkania. Pierwsze lata swego życia spędził w Indiach, potem jakiś czas Durrellowie mieszkali w Anglii, aby wreszcie na dłużej osiedlić się na greckiej wyspie Korfu. Podczas tego pobytu Gerald na własną rękę i w towarzystwie swojego mentora, Teodora Stefanidisa, poznawał miejscową florę i faunę oraz hodował i obserwował liczne gatunki zwierząt.
Z wiekiem nie porzucił młodzieńczych fascynacji. Ukończył studia zoologiczne i już jako dwudziestodwulatek zorganizował, sfinansował i poprowadził ekspedycję do Kamerunu. Kolejne wyprawy zaprowadziły go do Gujany Brytyjskiej, Paragwaju i Argentyny. Zawsze jednak lubił powracać wspomnieniami do Korfu – wspomnienia te spisał w książkach: Moja rodzina i inne zwierzęta, Moje ptaki, zwierzaki i krewni oraz Ogród bogów. Najmłodszy brat powieściopisarza Lawrence'a Durrella.

## Książki przetłumaczone na język polski
- Moja rodzina i inne zwierzęta
- Moje ptaki, zwierzaki i krewni
- Kraina szeptów
- Menażeria
- Nowy Noe
- Ogary z Bafut
- Ogród bogów
- Opowieści o zwierzętach (seria „Naokoło świata”; wybór z Three Singles to Adventure, The Drunken Forest i Krainy szeptów)
- Poradnik przyrodnika (współautorka Lee Durrell)
- Przeciążona arka
- Różowe gołębie i złote nietoperze
- Zapiski ze zwierzyńca
- Złapcie mi gerezę
- Zoo w walizce